# Aaron Staton
Aaron Staton (n. 2 de agosto de 1980; Huntington, Virginia Occidental) es un actor estadounidense conocido por su papel de Ken Cosgrove en la serie Mad Men y por ser el protagonista, Cole Phelps del videojuego L.A. Noire.

## Biografía
Staton nació en Huntington, Virginia Occidental, pero creció en Jacksonville, Florida, donde se graduó en el Terry Parker High School. En 2004 hizo lo propio en la Carnegie Mellon School of Drama. Está casado con la actriz Connie Fletcher, con quien tiene un hijo.

## Carrera profesional
Desde 2007 trabaja en la serie de televisión Mad Men interpretando a Ken Cosgrove, papel por el que recibió un premio del Sindicato de Actores en 2008 y 2009. Staton también ha aparecido en series de televisión como Law & Order: SVU, 7th Heaven y Without a Trace.
En el 2011 interpretó al agente Cole Phelps en el videojuego de Rockstar Games L.A. Noire.

## Filmografía
- 2005: Law & Order: Special Victims Unit como Andy Wall (un episodio)
- 2006: 7th Heaven como Daniel (tres episodios)
- 2007–2015: Mad Men como Ken Cosgrove
- 2007: August Rush como Nick
- 2007: One Night como Leroy
- 2007: The Nanny Diaries como John
- 2007: I Believe in America como Rodney
- 2007: Descent como El amigo de Jared.
- 2007: Without a Trace como Hugh Dolan (un episodio)
- 2008: Imaginary Bitches como Bruce (un episodio)
- 2011: L.A. Noire como Cole Phelps (videojuego)
- 2018: Narcos: Mexico como Butch Sears